# Schwarzbach (Bieber)
Der Schwarzbach ist ein linker Zufluss der Bieber im Main-Kinzig-Kreis im hessischen Spessart.

## Geographie

### Verlauf
Der Schwarzbach entspringt im Naturschutzgebiet Lochborn von Bieber zwischen Wiesen und Bieber. Zeitweise wurde das Quellwasser aus dem Wiesbüttsee zum Betreiben der Hammerwerke im Bergbau ins Schwarzbachtal geleitet. Der Schwarzbach verläuft in nordwestliche Richtung vorbei an der Lochmühle nach Bieber. Dort unterquert er die Bundesstraße 276 und mündet in die Bieber.

### Flusssystem Kinzig
- Liste der Fließgewässer im Flusssystem Kinzig (Main)

## Einzelnachweise

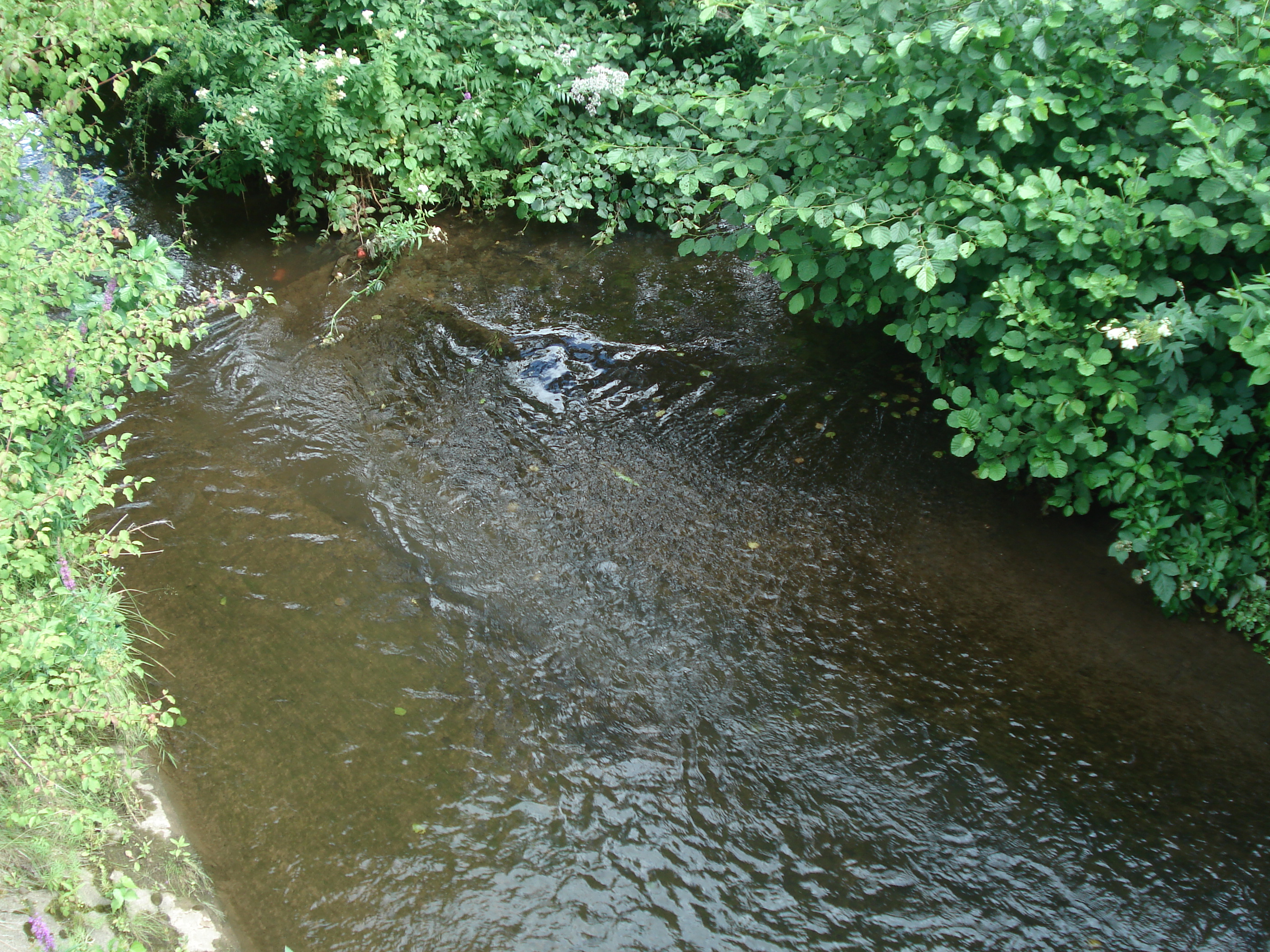
Der Schwarzbach (hinten rechts) mündet in die Bieber (von hinten links nach vorne rechts)